# Emmanuel Thomas-Ducordic
Emmanuel Thomas-Ducordic est un homme politique français né le 18 octobre 1781 à La Roche-Bernard (Bretagne) et décédé le 25 février 1858 à Vannes (Morbihan).
Avocat à Vannes, il est sous-préfet de Ploërmel pendant les Cent-Jours. Conseiller général, président du conseil général pendant trois ans, il est député du Morbihan de 1831 à 1834, siégeant dans la majorité soutenant la monarchie de Juillet. Il est vice-président du tribunal civil de Vannes en 1835.

## Sources
- « Emmanuel Thomas-Ducordic », dans Adolphe Robert et Gaston Cougny, Dictionnaire des parlementaires français, Edgar Bourloton, 1889-1891 [détail de l’édition]
- Sa fiche sur le site de l'Assemblée nationale